# Pisoczky
Pisoczky (ukr. Пісочки) – wieś na Ukrainie, w obwodzie połtawskim, w rejonie połtawskim, w hromadzie Zawodśke. W 2001 liczyła 296 mieszkańców, spośród których 283 wskazało jako ojczysty język ukraiński, 10 rosyjski, 1 mołdawski, a 2 białoruski.